# Cambridge University Press
Cambridge University Press är ett universitetsanknutet engelskt bokförlag. Det är både världens äldsta förlag och världens äldsta tryckeri som fortfarande är aktivt. Det har givit ut böcker fortlöpande sedan 1584. 
Cambridge University Press är knutet till University of Cambridge i Storbritannien, som 1534 fick kungligt medgivande att ge ut böcker. 
Förlaget publicerar mellan 1 500 och 2 000 boktitlar årligen plus omkring 200 akademiska tidskrifter. 